# Betlemme di Galilea
Betlemme di Galilea (ebraico: בֵּית לֶחֶם הַגְּלִילִית; Beit Lechem Haglilit) è un moshav semicooperativo nel nord di Israele. Sorge in Galilea presso Qiryat Tiv'on, circa 10 km a nord ovest di Nazaret e 30 km a est di Haifa, e ricade sotto la giurisdizione del consiglio regionale della valle di Jezreel. Nel 2006 aveva una popolazione di 651 abitanti. Già colonia della Società del Tempio, è menzionata nel Libro di Giosuè (19,15) come città della tribù di Zabulon.

## Storia

### Origini
Per distinguere Beit Lechem Haglilit dalla più nota città di Betlemme (luogo di nascita di Gesù secondo la tradizione cristiana), la prima fu chiamata in origine Betlemme di Zabulon, e la seconda Betlemme di Giudea. Città natale del giudice biblico Ibsan, Betlemme di Galilea fu abitata dagli ebrei fino a qualche tempo dopo la seconda distruzione del Tempio nell'anno 70. Nel Talmud di Gerusalemme Beit Lechem Haglilit è chiamata Beth Lechem Zoria, cioè Betlemme di Tiro, in quanto parte all'epoca del regno di questa città. Durante le Crociate fu un piccolo centro cristiano, in seguito abbandonato, del Regno di Gerusalemme.
Per la sua vicinanza a Nazaret, alcuni storici ritengono sia questo il vero luogo di nascita di Gesù. Sostiene la tesi Aviram Oshri, eminente archeologo dell'Autorità Israeliana per le Antichità. Fino al tardo XIX secolo si potevano ammirare a Betlemme di Galilea le rovine di una chiesa e una sinagoga, e i ritrovamenti archeologici mostrano che si trattava di una città fiorente.

### Colonia della Società del Tempio

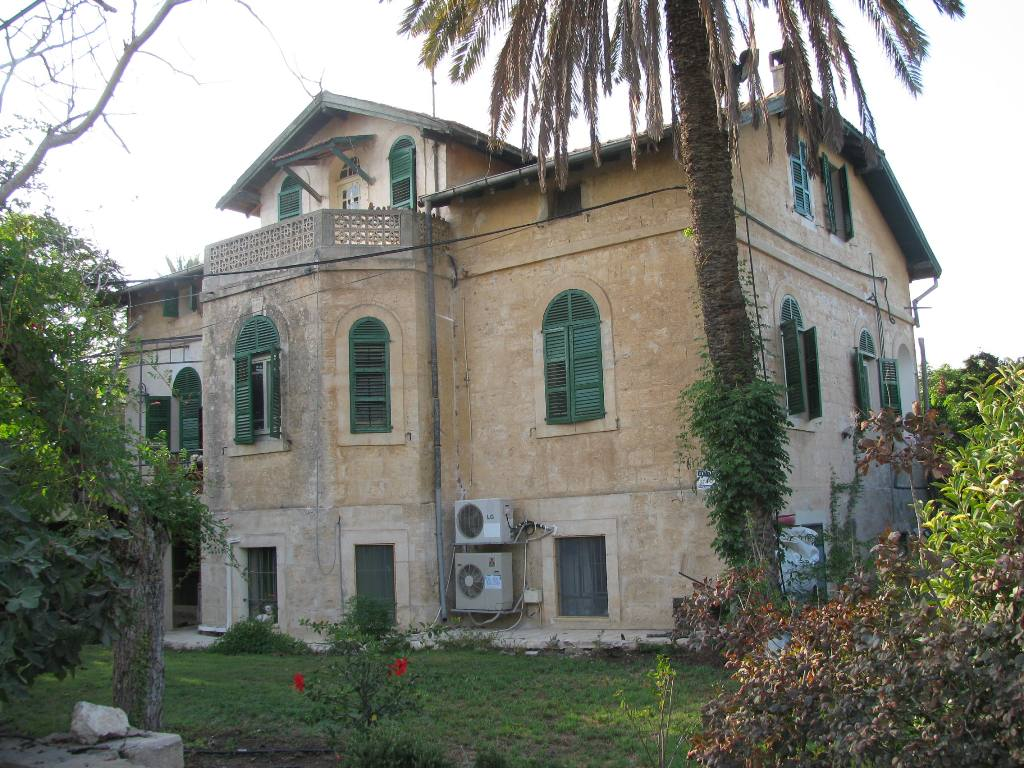
Villa tedesca

Nel 1906 i membri della colonia tedesca di Haifa e della Società del Tempio fondarono nel sito di Beth Lechem Haglilit una colonia con il nome dell'antica città. Molti di essi avevano la cittadinanza tedesca. Nel 1932 il Partito Nazista acquisì i suoi primi due membri in Palestina, Karl Ruff e Walter Aberle della colonia di Haifa. Nel corso degli anni trenta anche i betlemiti aderirono al partito, dimostrando l'affievolimento dell'affinità dei coloni agli ideali originali della Società del Tempio. Fino all'agosto 1939, il 17% dei gentili tedeschi in Palestina si iscrisse al Partito Nazista. Dopo la presa del potere in Germania, il nuovo governo del Reich informò la politica estera all'ideologia nazista, particolarmente attraverso pressioni finanziarie. L'enfasi di regime mirava all'identificazione della Germania e del germanesimo nel nazionalsocialismo, e qualsiasi visione non nazista della cultura e dell'identità tedesca era discriminato come non tedesco.
Tutte le scuole internazionali di lingua tedesca sovvenzionate o interamente finanziate dai fondi governativi dovettero rassegnarsi a riscrivere i loro programmi educativi e ad assumere soltanto insegnanti allineati al partito. Gli insegnanti di Betlemme furono finanziati dal governo del Reich, sicché i docenti nazisti presero piede anche qui. Nel 1933 funzionari della Società del Tempio e altri gentili tedeschi in Palestina rivolsero un appello a Hindenburg e al ministero degli esteri per evitare l'uso della svastica nelle istituzioni, ma senza successo. Alcuni gentili implorarono il governo del Reich di abbandonare il progetto di boicottaggio degli esercizi commerciali ebrei tedeschi il 1º aprile 1933. In seguito questa opposizione cessò. Con l'aiuto di sussidi governativi fu istituito un ramo palestinese della Gioventù hitleriana. Intorno al 1935 i nazisti erano riusciti a conformare gli organismi municipali degli insediamenti dei gentili tedeschi in Palestina. Il 20 agosto 1939 il governo della Germania impose agli uomini l'arruolamento nella Wehrmacht. Risposero in 350.
Esplosa la seconda guerra mondiale, tutti i tedeschi di Palestina si trovarono in territorio nemico. Le autorità britanniche decisero in massima parte di internarli. A tal fine, quattro insediamenti (Sarona, Betlemme di Galilea, Waldheim e Wilhelma) furono convertiti in campi di internamento. Gli altri cittadini di stati belligeranti, che risiedevano altrove - compresi i gentili tedeschi, gli ungheresi e gli italiani -, furono a loro volta in maggioranza internati negli insediamenti. Nell'estate del 1941, 665 internati tedeschi, quasi sempre giovani coppie con figli, furono mandati a stabilirsi in Australia. Molti dei restanti erano o troppo anziani o troppo malati per il viaggio, mentre altri non accettarono di trasferirsi. Con l'aiuto degli internati italiani e ungheresi, i prigionieri riuscirono a mandare avanti la produzione agricola per alimentarsi e offrire le eccedenze ai mercati generali in cambio di provviste non disponibili ai campi. Nel dicembre 1941 e nel corso del 1942 altri 400 internati tedeschi, per lo più mogli e figli dei coloni reclutati, furono rispediti in patria attraverso la Turchia per attuare il ricongiungimento familiare.
Nel 1945, finita la guerra, toccò agli internati italiani e ungheresi essere rilasciati da Betlemme e dagli altri campi, ma i britannici rifiutarono il rimpatrio dei tedeschi, poiché la zona della Germania sotto controllo del Regno Unito era già affollata da milioni di persone rifugiate o espulse dalla Polonia, dalla Cecoslovacchia e da altri paesi. A loro volta molti ex internati non vollero raggiungere la Germania per l'impossibilità di trovarvi ancora terra da coltivare. Nel 1947 le autorità britanniche e australiane convennero di favorire l'emigrazione degli ultimi internati in Oceania. La fine del mandato britannico sulla Palestina, però, forzò i tempi del reinsediamento, e costrinse il Regno Unito a trasferire in fretta gli ex prigionieri a Cipro, in un semplice accampamento presso Famagosta. Gli internati di Betlemme riuscirono a lasciare il campo in sicurezza. Il 17 aprile 1948, invece, gli ebrei di Palestina presero il vicino campo di Waldheim, uccidendo due coloni e ferendo gravemente una donna. Verso il 14 maggio 1948, con l'indipendenza di Israele, restavano nel nuovo stato solo 50 gentili tedeschi, prevalentemente anziani e malati. Essi lasciarono volontariamente il paese o ne furono espulsi in seguito dal governo.

### Moshav
Il 17 aprile 1948 l'Haganah prese Betlemme di Galilea e la ricolonizzò con agricoltori ebrei. A Betlemme sopravvivono molte delle strutture architettoniche originali, simili per stile alle abitazioni costruite dalla Società del Tempio in altre zone del paese, come Sarona (Tel Aviv), Wilhelma e le colonie tedesche di Haifa e Gerusalemme. In anni più recenti, il turismo ha sostituito l'agricoltura nel ruolo di traino dell'economia del villaggio. Tra gli esercizi turistici Betlemme possiede una latteria, una herb farm, ristoranti e alloggi rustici.